# Bithia argunica
Bithia argunica är en tvåvingeart som beskrevs av Richter 1977. Bithia argunica ingår i släktet Bithia och familjen parasitflugor. Inga underarter finns listade i Catalogue of Life.